# Emile Gilliéron
Emile Gilliéron (* 26. Oktober 1851 in Villeneuve, Kanton Waadt; † 1924 in Athen) war ein Schweizer Maler und Restaurator, tätig in Griechenland.

## Leben und Wirken
Emile Gilliéron, Bruder von Jules Gilliéron, studierte von 1872 bis 1874 Zeichnen an der Gewerbeschule in Basel, 1875–1876 an der Kunstakademie München und von 1875 bis 1877 im Atelier von Isidore Pils in Paris. Seit 1877 lebte er in Athen und war dort vor allem als archäologischer Zeichner tätig, zunächst für Heinrich Schliemann. Zeitweise war er auch Zeichenlehrer der Kinder des Königs von Griechenland Georg I. Zeichenschüler von Gilliéron war auch der junge Giorgio de Chirico, in dessen Werk sich zahlreiche klassische Bildmotive wiederfinden.
1896 und 1906 entwarf Gilliéron die Gedenkbriefmarken anlässlich der Olympischen Spiele in Athen.
Er spielte gemeinsam mit seinem Sohn Emile (1885–1939) eine wichtige Rolle bei der Wiederherstellung von Fresken und anderer Funden in Knossos auf Kreta für Arthur Evans. Das Vater-Sohn-Team arbeitete über 30 Jahre in Knossos. Dabei malte es farbige und sorgfältig gearbeitete Reproduktionen, die auf der ganzen Welt verbreitet wurden. Mit ihren angeblichen Reproduktionen, die ganz anders als die ursprünglichen Tempelbemalungen waren (beispielsweise wurden Palmendarstellungen willkürlich durch Liliendarstellungen ersetzt), hinterließen sie einen lebendigen Eindruck von der minoischen Kultur, die eine ganze Generation von Schriftstellern, Intellektuellen und Künstlern, von James Joyce bis Sigmund Freud und Pablo Picasso inspirierten.
Obgleich Emile Gilliéron und sein Sohn etwa bei Rekonstruktion von Knossos mitwirken, sind ihre Ergebnisse oft „künstlerisch sehr frei“ bzw. werden von einigen Spezialisten auch als Kunstfälschungen betrachtet. und orientierten sich nicht am archäologischen Standard auch zu jener Zeit; manche Artefakte (wie der Diskos von Phaistos oder die Schlangengöttin von Boston) stehen sogar im Verdacht, Fälschungen der Gilliérons zu sein.
Romanhaft wird sein Leben und das seines Sohnes in dem Roman Der Fälscher, die Spionin und der Bombenbauer (2013) von Alex Capus verarbeitet.